# Rhododendron 'Orchid Lights'
Rhododendron 'Orchid Lights' — сорт листопадных рододендронов гибридного происхождения из серии сортов с высокой зимостойкостью «Lights» (англ. Northern Lights Azalea Hybrids) созданной в Университете Миннесоты.
Используется, как декоративное садовое растение.
Работа над серией ульра-зимостойких рододендронов «Lights» была начата в 1930 году Альбертом Г. Джонсоном (англ. Albert G. Johnson) (согласно другому источнику первые скрещивания были сделаны в 1957 году), позднее к селекционной работе присоединились Леона Снайдер (англ. Leon Snyder) и англ. Harold Pellett.
Первая сорт этой серии - 'Northern Lights', был выпущен в 1978 году. Этот университетский проект продолжается и по сей день, ведутся работы по созданию чисто красных сортов азалий, сортов устойчивых к мучнистой росе и цветущих в июне и даже в июле.
Помимо 'Orchid Lights' сотрудниками Университета Миннесоты были созданы следующие сорта: 'Apricot Surprise' 1987, 'Lemon Lights' 1996, 'Lilac Lights', 'Mandarin Lights' 1992, 'Northern Hi-Lights' 1994, 'Northern Lights' 1978, 'Golden Lights' 1986, 'Pink Lights' 1984, 'Rosy Lights' 1984, 'Spicy Lights' 1987, 'Tri Lights' 2003, 'White Lights' 1984, 'Candy Lights'.
Посредством мутации под воздействия колхицина на растения сорта 'Orchid Lights', был получен новый сорт 'Western Lights' отличающийся более крупными цветками.

## Биологическое описание
В возрасте 10 лет высота около 69 см. Согласно другому источнику, высота до 90 см, ширина 90—121 см. Крона округлая.
Листья почти эллиптические, заострённые, с клиновидным основанием, плоские, желтовато-зелёные.
Цветки около 4,3 см в диаметре, трубчатые, воронкообразные, бледно-пурпурно-розовые с жёлтыми пятнами на спинной части, ароматные, стерильные.
Цветение в середине мая.

## В культуре
В идеальных условиях продолжительность жизни может достигать 40 лет и более.
Выдерживает понижения температуры до −37 °С, согласно другому источнику, заложенные осенью спящие генеративные почки могут без повреждений выдерживать морозы до −42 °С.
Зоны морозостойкости: 3—7.
Сорт обладает хорошей устойчивостью к мучнистой росе
Почвы хорошо дренированные, кислые или нейтральные (если 1—2 раза в год используются кислые удобрения). Поскольку растения имеют поверхностную корневую систему, их требуется поливать в засушливые периоды. Для сохранения влажности почвы рекомендуется использовать мульчирование.
Местоположение: солнце, полутень.
Посадка. Оптимальный диаметр ямы для посадки — 60 см, глубина — 40 см. Состав почвенной смеси: кислый верховой торф, садовая земля (суглинок) и сосновая подстилка, взятые в равных частях, или 1 часть садовой земли, 2 части кислого верхового сфагнового торфа. Верховой торф можно заменить сфагнумом.